# Петър Алексиев (инженер-механик)
Вижте пояснителната страница за други личности с името Петър Алексиев.
Петър Алексиев е български машинен инженер.

## Биография
Роден в гр. Пирот в историко-географската област Поморавие през 1869 г. в границите на тогавашната Османска империя. След като Пиротско е предадено на Княжество Сърбия по силата на Берлинския договор, Алексиев се преселва във възстановената българска държава.
Нарежда се сред най-изтъкнатите възпитаници на машинното училище към Дунавската флотилия, предшественик на Морските специални школи (МСШ). Учи машинно инженерство в Митвайда, Саксония. През 1894 г. придобива свидетелство за изключително рядката за онова време специализация по техническа химия и електротехника от Хановерското висше училище. По време на своя престой в Германия патентова изобретението си, наречено „Кръг за смятане“ (патент №76684 от 8 август 1894 г). За разностранните си технически интереси Алексиев е награден с бронзов медал от Всемирното изложение в Антверпен. Става титулярен член на Брюкселската академия на науките и индустриалните изкуства. След практика в Англия, пиротчанинът се завръща в България, за да работи по изграждането на жп линията Роман-Плевен-Шумен. Участва в строителството на водопровода в София. Отговаря за механизацията на рудник „Куциян“. Алексиев е член на Българското инженерно-архитектурно дружество от първите години на създаването му.
Умира в Цариброд през 1898 г. на едва 29-годишна възраст.